# Cleantis linearis
Cleantis linearis là một loài chân đều trong họ Holognathidae. Loài này được Dana miêu tả khoa học năm 1849.